# Mausoleum Ficke
Das Mausoleum Ficke in der niedersächsischen Gemeinde Hagen im Bremischen, Ortsteil Driftsethe, auf dem Friedhof (Hohes Wehr) am östlichen Dorfrand, im Landkreis Cuxhaven, stammt vom Ende des 19. Jahrhunderts.
Das Gebäude steht unter Denkmalschutz (siehe auch Liste der Baudenkmale in Hagen im Bremischen).

## Geschichte
Der historisierende verklinkerte runde Zentralbau mit einem neoklassizistischen aufwendigen Eingangsportikus und Portal, mit einem kuppelförmigen Kupferdach mit Laterne, wurde für die Familie Ficke um 1889 (andere Quelle: um 1910) gebaut. Der Rundbau wird über mehrere Stufen und zwei Podeste erreicht. Zur Familie zählte u. a. Burchard (Borchert) Hinrich Ficke, der nach 1854 das Haus Wittenborgh am Weißenberg als Landsitz kaufte. 
Carl Arend Ficke war danach Eigentümer des Hofes Wittenborgh. 1904 ließ er die bemerkenswerte Ahorn-Allee mit über hundert Bäumen und einer Länge von rund 500 Metern anlegen und bepflanzen. 2008 wurde sie zu einem geschützten Landschaftsbestandteil erklärt.
Das Landesdenkmalamt befand u. a.: „… Zentralbau, an dessen Erhaltung aus geschichtlichen Gründen sowohl bezüglich des ortsgeschichtlichen und gebäudetypischen als auch – im Hinblick auf die Familie Ficke … Interesse besteht.“  
Das Mausoleum befindet sich heute im Eigentum der Familie von Wurmb, Nachfahren der Familie Ficke.